# Herman Melville
Pour les articles homonymes, voir Melville.
Œuvres principales
Herman Melville, né le 1er août 1819 à Pearl Street, dans le sud-est de Manhattan (New York) et mort le 28 septembre 1891 à New York, est un romancier, essayiste et poète américain. Presque oublié après sa mort, il est redécouvert dans les années 1920 à travers son roman Moby-Dick et est aujourd'hui considéré comme l'une des plus grandes figures de la littérature américaine.
Originaire de New York, il s'engage comme simple marin à 20 ans sur un navire marchand, puis sur le baleinier Acushnet, et déserte pour s'installer aux îles Marquises. Taïpi (1846), son premier livre, et sa suite, Omoo (1847), sont des récits d'aventures inspirés de sa rencontre avec les peuples des îles. Le succès qu'il connait lui apporte assez de sécurité financière pour épouser Elizabeth Shaw, la fille de Lemuel Shaw (en), juriste de Boston. Mardi (1849), un roman d'aventure et son premier livre non basé sur sa propre expérience, n'est pas bien accueilli. Redburn (1849) et Vareuse-Blanche (1850), deux contes basés sur son expérience de jeune homme en mer, reçoivent des critiques respectables, mais ne se vendent pas assez bien pour subvenir aux besoins de sa famille qui s'agrandit.
L'ambition littéraire croissante de Melville se manifeste avec Moby-Dick (1851), dont l'écriture lui prend près d'un an et demi, mais qui ne trouve pas son public à sa sortie. Les critiques méprisent son roman psychologique Pierre ou les Ambiguïtés (1852). De 1853 à 1856, Melville publie de courtes fictions dans des magazines, notamment Benito Cereno et Bartleby. En 1857, il voyage en Angleterre, visite le Proche-Orient et publie sa dernière œuvre en prose, Le Grand Escroc (1857). Il s'installe à New York en 1863, où il finit par occuper le poste d'inspecteur des douanes américaines.
À partir de ce moment, Melville concentre ses pouvoirs créatifs sur la poésie. Battle-Pieces and Aspects of the War (en) (1866) est sa réflexion poétique sur les questions morales de la guerre de Sécession. En 1867, son aîné, Malcolm, meurt chez lui des suites d'une blessure par balle qu'il s'était infligée lui-même. L'épopée métaphysique de Melville Clarel: A Poem and Pilgrimage in the Holy Land (en) est publiée en 1876. En 1886, son autre fils Stanwix meurt de la tuberculose et Melville prend sa retraite. Au cours de ses dernières années, il publie sur ses fonds personnels deux volumes de poésie et laisse un volume inédit. La nouvelle Billy Budd, marin reste inachevée à sa mort, mais est publiée à titre posthume en 1924. Il meurt de maladie cardiovasculaire en 1891.

## Biographie

### Les années de formation
Herman Melville est le troisième de huit enfants (et le second fils) de Maria Gansevoort et Allan Melvill (sans « e »). Du côté maternel, ses aïeux sont des patriciens d'origine néerlandaise (l'un d'eux, le général Peter Gansevoort (en), est un héros de la révolution américaine). Du côté paternel, c'est une lignée de commerçants écossais. Le père d'Allan, le major Thomas Melvill, a lui aussi joué un rôle glorieux pendant la guerre d'indépendance. Allan Melvill importe de France des « nouveautés ». En 1826, l'économie américaine entre dans une période de stagnation, et le père de l'écrivain subit de plein fouet la concurrence britannique. Ses affaires périclitant, il doit faire des emprunts de plus en plus importants à son beau-père, Peter Gansevoort, qui devient le soutien financier de la famille. Entre 1820 et 1830, la famille déménage trois fois, avant de s'installer en 1830 à proximité des Gansevoort, à Albany, capitale de l'État de New York, où Allan Melvill travaille comme employé dans une fabrique de fourrures.
Au cours d'un voyage à New York en décembre 1831, Allan Melvill, qui tente de monter une nouvelle affaire dont il serait le patron, contracte une pneumonie. Il meurt le 28 janvier 1832. Les deux aînés, Gansevoort (né en 1815) et Herman quittent alors le collège d'Albany. Le premier, aidé par l'oncle Peter, ouvre un commerce de peaux et fourrures qui prospérera pendant trois ans (à cette époque, il ajoute un « e » à son nom, que toute la famille reprend). Le second devient à treize ans employé à la New York State Bank, dont l'oncle Peter est l'un des administrateurs.

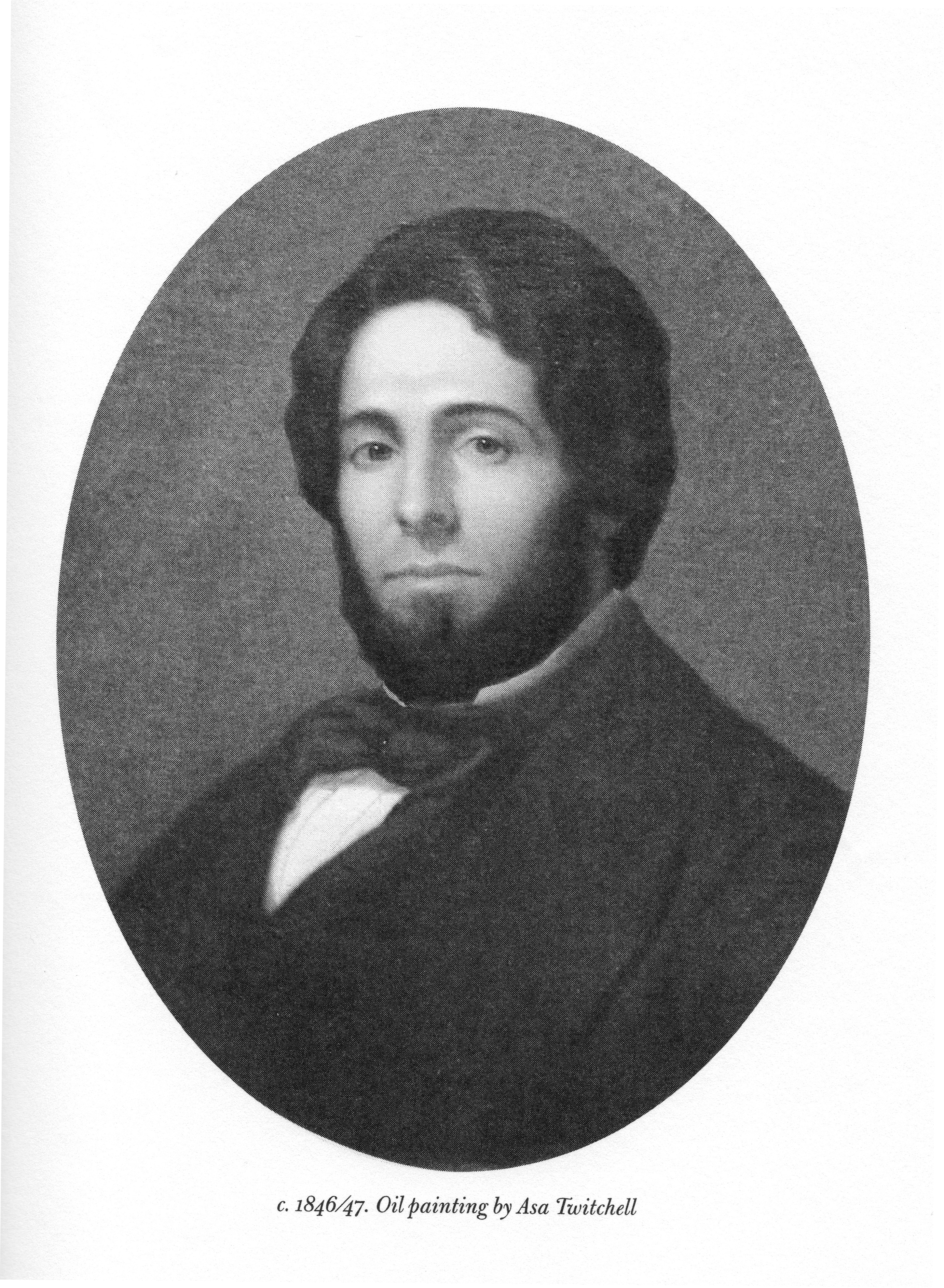
Melville en 1846-1847.

Deux ans plus tard, peut-être à cause d'une faiblesse des yeux, Herman Melville quitte son travail à la banque et part chez un autre oncle, qui possède une ferme à Pittsfield, dans le Massachusetts. Après quelques mois dans les champs, il revient à Albany au début de 1835 et s'inscrit au lycée classique de la ville. Durant ces années, il fait ses premières lectures marquantes : James Fenimore Cooper, Walter Scott, Byron, les poètes anglais du XVIIIe siècle. Après les cours, il tient les comptes du commerce de son frère Gansevoort.
En avril 1837, un mouvement de panique financière accule Gansevoort à la faillite. Les Melville s'installent à Lansingburgh, une petite ville sur les bords de l'Hudson. Herman enseigne quelque temps comme instituteur dans une école de campagne près de Pittsfield. Puis, de retour à Lansingburgh, il suit des cours d'arpentage au collège.
En 1839, Melville s'engage comme mousse à bord d'un navire marchand en partance pour Liverpool, le St. Lawrence. Cette première croisière entre New York et Liverpool (du 5 juin au 30 septembre) lui inspirera dix ans plus tard un roman d'apprentissage de la vie de mer et de l'enfer de la ville industrielle dans Redburn. À son retour, il trouve un nouveau poste d'école à Greenbush, en 1840 (qui ne sera jamais rémunéré). Puis il se rend dans l'Illinois, où il parcourt la frontière occidentale et descend peut-être le Mississippi jusqu'à Cairo.
À la fin de 1840, déçu dans ses espoirs à l'ouest, Melville se rend à Nantucket, berceau américain de la chasse à la baleine, où il signe, le 26 décembre, son inscription sur le rôle de l’Acushnet, trois-mâts baleinier de 358 tonnes (il reçoit une avance de 84 dollars sur son salaire) et embarque à New Bedford le 31 décembre. Il parcourt ainsi le Pacifique, visitant les îles Galápagos et les Marquises où il déserte, le 9 juillet 1842, avec un de ses compagnons d'infortune, Richard Tobbias Greene, le « Toby » du livre Typee (Taïpi), qui relatera son aventure sur Nuku Hiva.
Le 9 août 1842, il réussit à quitter la vallée de Taipivai sur le baleinier australien Lucy Ann, alerté par Richard Tobbias Greene, et part pour Tahiti. À l'arrivée à Tahiti, il est arrêté et emprisonné pour avoir participé à une mutinerie à bord du Lucy Ann. Il s'échappe de Tahiti pour rejoindre Moorea, puis Hawaii. Il travaille un temps comme commis chez un marchand, puis s'engage comme simple matelot dans l'équipage de la frégate USS United States de la marine de guerre américaine, qui débarque à Boston en octobre 1844.

### Carrière littéraire

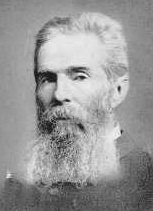
Herman Melville.

La période aventureuse de sa vie, qui s'achève lorsqu'il pose à nouveau le pied sur le sol américain, est la matière de ses deux premiers romans, Taïpi et Omoo. La rédaction du premier nommé est achevée à l'issue de l'été 1845, mais Melville rencontre des difficultés à trouver un éditeur. C'est en 1846 qu'il est finalement publié à Londres, où il devient un bestseller immédiat. Le succès facilite les démarches de Melville : le Boston Publisher accepte son roman suivant, Omoo, sans même l'avoir vu. Si Melville assoit sa notoriété sur des récits d'aventures exotiques à caractère autobiographique, Mardi (1849) marque un premier tournant dans sa carrière littéraire. Pour la première fois, son récit ne se nourrit pas directement de son expérience personnelle. Rompant avec la recette qui a fait son succès, Melville s'engage sur une voie plus ambitieuse, celle d'un roman qui prend comme prétexte le cadre bien établi du récit maritime pour aborder des questionnements philosophiques qui résonnent avec l'actualité politique de son temps.
Beaucoup plus épais que ses écrits précédents, émaillé de longues digressions, Mardi rencontre l'hostilité conjuguée de la critique et du public. L'auteur est pour sa part persuadé que « le Temps, qui résout toutes les énigmes, donnera la clé de Mardi. »
En juin-juillet 1849, Melville écrit Redburn, souvenir de son passage dans la marine marchande, puis en août-septembre, Vareuse-Blanche, récit de son engagement dans la marine de guerre américaine.
En août 1850, lors d'une excursion sur le site de Monument Mountain, dans le Massachusetts, il fait par hasard la rencontre de l'écrivain Nathaniel Hawthorne. Les deux hommes produisent forte impression l'un sur l'autre. Melville se lance immédiatement dans une critique du premier écrit de Hawthorne qu'il parvient à se procurer, le recueil de nouvelles Mousses d'un vieux presbytère (Mosses from an Old Manse, 1846). Publié anonymement sous le titre « Hawthorne et ses mousses » (« Hawthorne and his Mosses ») dans le Literary World d'Evert Augustus Duyckinck, l'article fait franchir à Hawthorne une marche décisive sur le chemin de la reconnaissance littéraire. Il rapproche encore les deux hommes, Hawthorne n'ayant pas tardé à identifier en Melville l'auteur des lignes louangeuses qui le comparent à Shakespeare.
Les liens entre les deux hommes sont si forts que Melville obtient de son beau-père la somme nécessaire à l'acquisition d'« Arrowhead », une vieille ferme située à proximité de la propriété de son nouveau mentor. La mère de Melville et trois de ses sœurs ne tardent pas à rejoindre le couple Melville et leur fils dans les Monts Berkshire. L'écrivain Stéphane Lambert relate l'amitié passionnée entre les deux hommes dans son livre Fraternelle mélancolie.
L'achat, qui l'a obligé à contracter plusieurs emprunts, place Melville dans une situation financière précaire. C'est sous la pression de ses créanciers qu'il met la touche finale à son dernier roman, qui paraît d'abord en Angleterre sous son titre initial — The Whale — en octobre 1851. Les critiques anglaises sont excellentes et lorsque le roman paraît à son tour aux États-Unis, sous le titre définitif de Moby Dick, les ventes sont plutôt bonnes lors de la première semaine. Le roman rencontre toutefois l'hostilité des critiques américains et les ventes déclinent.
La suite de sa carrière littéraire est une longue suite de désillusions. Son ouvrage suivant, Pierre ou les Ambiguïtés (1852), rencontre une hostilité encore plus grande. Son éditeur Harper refuse le manuscrit d'Isle of the Cross, aujourd'hui perdu. The Confidence Man (1857) est lui aussi sévèrement critiqué. Pour faire face à des finances toujours plus fragiles, Melville suit le conseil de ses proches et se fait conférencier, occupation qui peut à cette époque être très lucrative. De 1857 à 1860, il se produit dans les lyceums pour évoquer ses aventures dans les mers du Sud. Il se tourne parallèlement vers la poésie, sans parvenir à éveiller l'intérêt des éditeurs. Il ne rencontre pas plus de succès lorsqu'il sollicite un poste de consul du sénateur Charles Sumner, alors à la tête de la Commission des affaires étrangères.

### Le silence
En 1866, sa femme fait jouer ses relations pour lui obtenir un poste d'inspecteur des douanes de la ville de New York, lui qui tenait pourtant, quelques années plus tôt, cet emploi pour « des moins glorieux qui soient, à vrai dire, pire qu'amener des oies à l'abreuvoir. » Il s'acquitte pourtant de sa tâche dix-neuf années durant, gagnant la réputation d'être le seul employé honnête dans une maison connue pour sa corruption généralisée.
Sa carrière publique d'écrivain est arrivée à son terme. En privé, il continue cependant d'écrire : d'abord un long poème épique, inspiré de son pèlerinage en Palestine ; ce Clarel est bien publié en 1876, grâce au concours financier de son oncle, Peter Ganservoort. Mais l'expérience est une nouvelle fois cruelle pour Melville, puisque les exemplaires invendus sont brûlés, l'écrivain n'ayant pas été en mesure de réunir la somme nécessaire pour les racheter.
Son second fils, Stanwix, meurt de la tuberculose à San Francisco, le 25 février 1886. C'est aussi l'année de la retraite de Melville, permise par un héritage que sa femme reçoit de son frère. Il reprend alors la plume, écrivant une série de poèmes inspirés pour partie par son expérience de la mer. Deux recueils — John Marr (1888) et Timoleon (1891) — paraissent dans des éditions confidentielles, destinées avant tout à sa famille et à ses proches.
Un de ces poèmes le retient plus particulièrement ; il le reprend, le développe pour en faire une nouvelle, puis un roman. Avec des périodes d'interruption, il y consacre plusieurs années, n'arrêtant d'y travailler qu'en avril 1891, quelques mois avant sa mort, en septembre 1891. Il faut l'intervention de Raymond Weaver, son premier biographe, pour voir l'ouvrage publié en 1924, sous le titre de Billy Budd, marin (Billy Budd, Sailor).

### Descendance
Herman Melville est l'arrière-arrière-grand-oncle d'Elizabeth McBride Warner, la mère de Richard Melville Hall, artiste de musique électronique connu sous le nom de Moby .

## Œuvre

### Présentation
Moby-Dick raconte l'histoire du Péquod, baleinier dont le capitaine se nomme Achab. Cet étrange marin est obsédé par un grand cachalot blanc : Moby Dick. Le narrateur est un membre d'équipage qui se fait appeler Ishmaël et qui dispose, tout comme Melville, d'une grande culture littéraire et y recourt fréquemment pour mettre en scène les membres de l'équipage et leur aventure. L'équipage du Péquod permet à Melville de multiplier les portraits et des analyses psychologiques ou sociales extrêmement fouillées et détaillées ; l'action se déroulant sur ce seul baleinier, l'œuvre a souvent été qualifiée par les critiques d'univers clos. Les descriptions de la chasse à la baleine, l'aventure elle-même et les réflexions du narrateur s'entrelacent dans une gigantesque trame où se mêlent des références à l'Histoire, à la littérature occidentale, à la mythologie, la philosophie et la science.
La prose de Melville est complexe et déborde d'imagination ; il est considéré comme un des plus grands stylistes américains — aux côtés de William Faulkner, Henry James ou Thomas Pynchon. Il était lié d'amitié avec Nathaniel Hawthorne, et fut influencé par ses écrits ; Moby-Dick est ainsi dédié à Hawthorne.
Melville est aussi l'auteur de récits tirés de son expérience de marin, Typee, Omoo et Mardi, de romans, Redburn, White-Jacket (La Vareuse blanche), Pierre ou les Ambiguïtés, The Confidence Man, ainsi que de plusieurs nouvelles, parues pour l'essentiel dans les années 1850 dans deux revues concurrentes, le Putnam's Monthly Magazine. Cette revue publie cinq nouvelles, dont Bartleby, Benito Cereno et Les Îles enchantées. Le Harper's New Monthly Magazine en publie sept. Bartleby the scrivener est certainement la plus célèbre : on considère qu'elle contient déjà en gésine des traits de la littérature existentialiste et de la littérature de l'absurde, entre autres.
Cas rare parmi les poètes, il n'écrit aucune œuvre lyrique majeure avant un âge avancé. Après la guerre de Sécession, il publie quelques pièces sur le conflit (Battle Pieces), qui se vendent bien. Mais une fois encore il prend ses distances par rapport aux goûts et aux attentes des lecteurs contemporains dans la pièce maîtresse de son œuvre poétique, Clarel, qui raconte l'épopée du pèlerinage d'un étudiant en Terre sainte et reste, elle aussi, quasi inconnue de son vivant.
Sa dernière œuvre, le roman court Billy Budd marin, récit interne, auquel il travailla les cinq dernières années de sa vie, n'est édité qu'après sa mort, à partir d'un manuscrit retrouvé par son épouse. Il est considéré par les critiques comme un « testament » littéraire, qui rejoue le conflit entre le bien et le mal qui se joue entre les trois principaux personnages.

### Publications (en anglais)

#### Romans
- Typee: A Peep at Polynesian Life (1846)
- Omoo: A Narrative of Adventures in the South Seas (1847)
- Mardi: And a Voyage Thither (1849)
- Redburn: His First Voyage (1849)
- White-Jacket, or The World in a Man-of-War (1850)
- Moby-Dick, or The Whale (1851)
- Pierre: or, The Ambiguities (1852)
- Isle of the Cross (vers 1853, perdu)
- Israel Potter: His Fifty Years of Exile (1856)
- The Confidence-Man: His Masquerade (1857)
- Billy Budd, Sailor (1924)

#### Nouvelles
- Cock-A-Doodle-Doo! (1853)
- Poor Man's Pudding and Rich Man's Crumbs (1854)
- The Happy Failure (1854)
- The Fiddler (1854)
- Paradise of Bachelors and Tartarus of Maids (1855)
- Jimmy Rose (1855)
- The Piazza Tales (1856), comprenant : The Piazza, Bartleby the Scrivener, Benito Cereno, The Lightning-Rod Man, The Encantadas, or Enchanted Isles et The Bell-Tower (1856)
- The Gees (1856)
- I and My Chimney (1856)
- The Apple-Tree Table (1856)
- The Two Temples (posthume)
- Daniel Orme (posthume)

#### Poèmes
- Battle Pieces and Aspects of the War (1866)
- Clarel: A Poem and Pilgrimage in the Holy Land (1876)
- John Marr and Other Sailors (1888)
- Timoleon and Other Ventures in Minor Verse (1891)
- Weeds and Wildings, and a Rose or Two (1924)

#### Essai
- Hawthorne and His Mosses (1850)

### Éditions en français
- 1929 : Typee, 7e édition, traduit par Miriam Dou-Desportes, Librairie des Champs Élysées, Paris.
- 1939 : Pierre ou les Ambiguïtés, traduit par Pierre Leyris, Paris : Gallimard.
- 1941 : Moby Dick ou la baleine blanche, roman traduit par Lucien Jacques, Joan Smith et Jean Giono, Paris : Gallimard.
- 1945 : Les Îles Enchantées, roman traduit par Pierre Leyris : Gallimard[17]
- 1947 : Le Vagabond des îles (suite de Omoo), roman traduit par Olivier Carvin, Bruxelles : La Sixaine.
- 1950 : Mardi, roman traduit par Charles Cestre et Armel Guerne, Paris : Robert Marin.
- 1950 : Redburn ou sa première croisière, roman traduit par Armel Guerne, Paris : Robert Marin.
- 1950 : La Vareuse blanche ou White Jacket (Blouson-Blanc), traduit par Charles Cestre et Armel Guerne, Paris : Robert Marin.
- 1950 : Le Grand Escroc (The Confidence-Man : His Masquerade), traduit par Henri Thomas, introduction de Nathaniel Hawthorne, Paris : Éditions de Minuit.
- 1951 : L'Heureuse Faillite, traduit par Armel Guerne, Falaize, 1951 (cf. Moi et ma cheminée).
- 1951 : Moi et ma cheminée, nouvelle traduite par Armel Guerne, Falaize. Réédition : L'Ampoule, 2003 (contient également Jimmy Rose et L'heureuse faillite).
- 1951 : Jimmy Rose, traduit par Armel Guerne, Falaize, 1951 (cf. Moi et ma cheminée).
- 1951 : Omoo, roman traduit par Jacqueline Foulque, Paris : Gallimard.
- 1951 : Israël Potter, ou cinquante ans d’exil, roman traduit par Charles. Cestre, Paris : Corréa.
- 1951 : Benito Cereno et autres nouvelles, traduit par Pierre Leyris, Paris, Plon, 1937 et Gallimard.
- 1952 : Taïpi, roman traduit par Théo Varlet et Francis Ledoux, Paris : Gallimard.
- 1980 : Billy Budd, marin (suivi de Daniel Orme), nouvelle traduite par Pierre Leyris, Paris, Gallimard[18]. Réédition : Billy Budd, matelot, trad. Jérôme Vidal, Paris, Éditions Amsterdam.
- 1991 : Tableaux de bataille et Aspects de la guerre (Battle-pieces and aspects of the war), Poèmes de guerre, trad. de Pierre Leyris et Philippe Jaworski, éd. bilingue, Paris: Gallimard, col. "Poésie" 251, première parution en 1981.
- 1997-2010 : Œuvres, édition sous la direction de Philippe Jaworski, collection La Pléiade, Paris, Gallimard ; quatre tomes : tome I, Taïpi, Omou, Mardi ; tome II, Redburn, La Vareuse blanche ; tome III, Moby Dick, Pierre ou les ambiguïtés ; tome IV, Bartleby le scribe, Billy Budd, marin, autres romans
- 2006 : Timoléon et autres poèmes, trad. Thierry Gillybœuf, Toulon, Éditions de la Nerthe.
- 2005 : Trois contes doubles, trad. de Bernard Hœpffner, Grenoble, Éditions Cent Pages.
- 2005 : Moby Dick, trad. d'Armel Guerne, Paris, Éditions Phébus. Reprise en poche chez Libretto, 2007 et 2011.
- 2006 : Herbes folles et sauvageons, avec une rose ou deux (dernier recueil de poésie (posthume), traduit partiellement par Pierre Leyris dans Poèmes divers ainsi que dans la revue La Nuit, n° 1, Arles).
- 2003 : Bartleby (trad. de l'anglais, traduit de l'anglais par Jean-Yves Lacroix), Paris, Éditions Allia, 2003, 6e éd., 96 p. (ISBN 2844851231, lire en ligne)
- 2007 : Le Paradis des célibataires (trad. de l'anglais), Paris, Éditions Allia, 2007, 112 p. (ISBN 978-2-84485-244-1)
- 2008 : Moi et ma cheminée (trad. de l'anglais), Paris, Éditions Allia, 2008, 144 p. (ISBN 978-2-84485-271-7)
- 2008 : Le Bonheur dans l'échec précédé de Cocorico !, trad. Laurent Folliot, Rivages.
- 2009 : Cocorico : Ou Le cri du noble coq Beneventano (trad. de l'anglais), Paris, Éditions Allia, 2009, 64 p. (ISBN 978-2-84485-299-1)
- 2010 : Derniers Poèmes, édition d'Agnès Derail et Bruno Monfort, préface de Philippe Jaworski, Paris, Rue d'Ulm.
- 2010 : Contes non recueillis, comprenant L'Heureux Échec, Le Violoneux, Coquerico !, Le Pudding du pauvre et les Miettes du riche, Les Deux Temples, Le Paradis des célibataires et le Tartare des jeunes filles, Jimmy Rose, Les Portos, Moi et ma cheminée, La Table en bois de pommier ; traduit par Philippe Jaworski, coll. La Pléiade, Paris, Gallimard.
- 2016 : John Marr et autres marins, poème ; Éditeur : La part commune.
- Contes de la véranda, comprenant La Véranda, Le Marchand de paratonnerres, Bartleby le scribe (Bartleby - Une Histoire de Wall Street, trad. Jérôme Vidal, illustrations Götting, édition annotée, Paris, Éditions Amsterdam), Benito Cereno, Les Îles enchantées.
- La Table de pommier et autres esquisses.
- Clarel, poème et pèlerinage en Terre Sainte.
- Bartleby. Les îles enchantées. Le campanile, Flammarion, trad. fr. Michèle Causse, préface interview de : Linda Lê, 2012  (ISBN 978-2-0812-7529-4)
- L'Intégrale des nouvelles, première traduction intégrale des nouvelles de l'auteur dont des inédits, trad. fr. Christian Garcin & Thierry Gillyboeuf, Éditions Finitude, 827 p., 2021  (ISBN 978-2363391544)
- Poésies, première traduction intégrale des recueils poétiques de l'auteur (à l'exception de Clarel), trad. fr. Thierry Gillyboeuf, Nice, Éditions Unes, 592 p., 2022  (ISBN 978-2877042536)

#### Éditions debibliophilie
- Benito Cereno, illustré d'eaux-fortes par Érik Desmazières pour Les Bibliophiles de France, 1980
- Les Îles enchantées, illustré de pointes sèches par Gérard Diaz, pour le compte des Amis bibliophiles, 1984

### Évocations
- Le roman de Marie Goudot, Lettre américaine (Paris, Libretto, 2018) évoque la nature énigmatique des liens de Nathaniel Hawthorne avec Herman Melville.
- Une baleine préhistorique de plus de 13 mètres de long, dont le crâne mesurait trois mètres et équipée de mâchoires munies de dents pouvant atteindre 36 cm de long, qui nageait au large des côtes du Pérou il y a entre 12 et 13 millions d'années a été nommée Leviathan melvillei et surnommée "Léviathan de Melville"[19] en hommage à Herman et à son œuvre[20].

### Adaptations
- Moby-Dick a fait l'objet de plusieurs adaptations cinématographiques, dont les plus célèbres :
  - Moby Dick de John Huston en 1956.
  - Capitaine Achab de Philippe Ramos en 2004 ; adaptation libre et personnelle.
- L'Île enchantée (Enchanted Island) d'Allan Dwan adapté de Taïpi en 1958.
- Les Îles enchantées (film, 1964) de Carlos Vilardebó en 1966 d'après L'Île de Norfolk et la veuve Chola, huitième esquisse de la nouvelle Les Îles enchantées.
- Benito Cereno de Serge Roullet adapté du roman éponyme en 1968.
- Bartleby, de Maurice Ronet en 1976
- Pola X de Leos Carax adapté du roman Pierre ou les Ambiguïtés en 1999.
- Billy Budd, marin, roman court posthume, aux aspects testamentaires, abondamment commenté et adapté à l'opéra par Benjamin Britten, puis au cinéma par Peter Ustinov ainsi que par Claire Denis (Beau Travail, 1999).
- Herman Melville est incarné par Ben Whishaw dans Au cœur de l'Océan (In the Heart of the Sea) (Ron Howard, 2015).